# Mieczysław Migała
Mieczysław Migała (ur. 30 listopada 1903 na Podgórzu w Krakowie, zm. między 23 a 26 sierpnia 1937 pod Saragossą) – działacz komunistyczny i związkowy, marynarz, uczestnik wojny domowej w Hiszpanii.

## Życiorys
Syn robotnika Antoniego Migały i Domiceli Tohasz. Po ukończeniu szkoły powszechnej uczył się ślusarstwa, a w latach 1926-1928 odbywał służbę wojskową w Marynarce Wojennej w Gdyni. Później był palaczem i smarowaczem okrętowym we flocie handlowej. Członek Związku Zawodowego Transportowców (ZZT), działał głównie w jego Oddziale Morskim wśród marynarzy i robotników portowych. Działacz Komunistycznej Partii Polski (KPP). W 1932 był sekretarzem komórki KPP marynarzy i robotników portowych i członkiem Komitetu Miejskiego (KM) KPP. W 1935 był prezesem oddziału marynarzy ZZT. W 1933 kandydował do rady miejskiej na komunistycznej Liście Solidarności Pracujących i Bezrobotnych. Brał udział w organizowaniu strajków marynarzy i robotników portowych w roku 1933 i 1934 i manifestacji 1-majowej w 1930. 1933-1934 był więziony w Starogardzie, po wyjściu z więzienia kontynuował działalność.
Na przełomie 1936/1937 przedostał się holenderskim statkiem „Dortmund” do Hiszpanii, gdzie wstąpił do Brygady im. J. Dąbrowskiego. Walczył w 4 kompanii karabinów maszynowych. Zginął w wypadzie na Saragossę.
Jego imieniem nazwano ulicę w Gdyni (od 1991 ul. Wójta Radtkego) i jeden ze statków Polskiej Marynarki Handlowej. Imię Migały nosi też ulica w Rumi.